# Trujillo: El poder del jefe III
Trujillo: El poder del jefe III es una película de tipo documental realizada en 1996 por el director y guionista dominicano René Fortunato. Esta cinta es la tercera y última de una trilogía que documenta la dictadura de Rafael Leónidas Trujillo en la Républica Dominicana, cuya primera parte, El Poder del Jefe I, fue realizada en 1991.

## Contenido
La película describe los sucesos más sobresalientes a partir del 16 de agosto de 1952, fecha del juramento como presidente de la república de Héctor Trujillo —hermano del dictador—. Narra el viaje del dictador a España en 1952, la organización de la Feria de la Paz y Confraternidad del Mundo Libre de 1955, la invasión del 14 de junio y el nacimiento del Movimiento 14 de Junio en 1959. Finaliza con los detalles de la emboscada y muerte de Trujillo el 30 de mayo de 1961.